# 大わし
大わし（おおわし）は茨城県つくば市の大字。2017年8月1日現在の人口は0人である。郵便番号は305-0851。

## 地理
つくば市の東部に位置し、筑波研究学園都市研究学園地区に位置する。地内には蚕糸昆虫農業技術研究所、国際農林水産業研究センターが置かれている。
東は手代木、西は柳橋、南は上横場、北は新井と接している。

## 歴史

### 町名の変遷
| 実施後 | 実施年月日                | 実施前（各大字ともその一部）                                   |
| ------ | ------------------------- | -------------------------------------------------------------- |
| 大わし | 1975年（昭和50年）2月11日 | 大字上横場字中台、大字手代木字山ノ間・字田向・字梨ノ木・字西原 |

## 交通

### バス
生物研大わしキャンパスバス停
- ■ 関東鉄道バス 4S系統 生物研大わしキャンパス（終点）
- ■ 関東鉄道バス 42A系統 牛久駅
- ■ 関東鉄道バス 42A系統 筑波大学病院

### 道路
つくば市道が通る。

## 施設
- 蚕糸昆虫農業技術研究所
- 国際農林水産業研究センター

## 小・中学校の学区
市立小・中学校に通う場合、大わし全域が柳橋小学校、谷田部中学校となる。